# Araujia hortorum
Araujia sericifera là một loài thực vật có hoa trong họ La bố ma. Loài này được E.Fourn. mô tả khoa học đầu tiên năm 1885.

## Hình ảnh

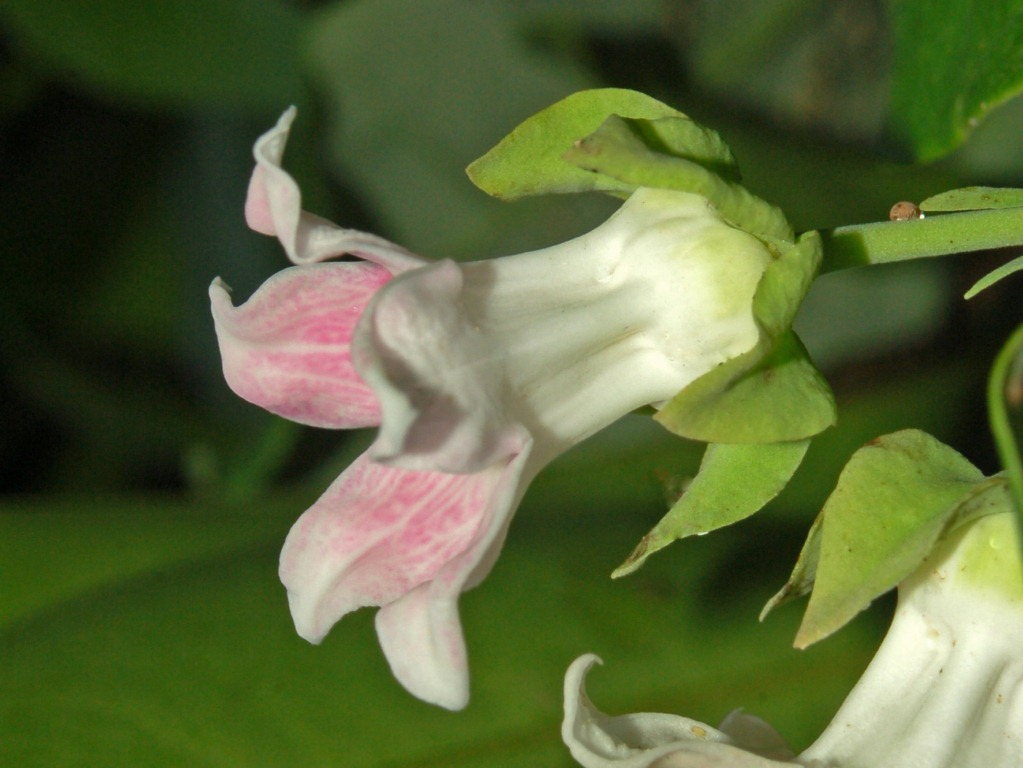
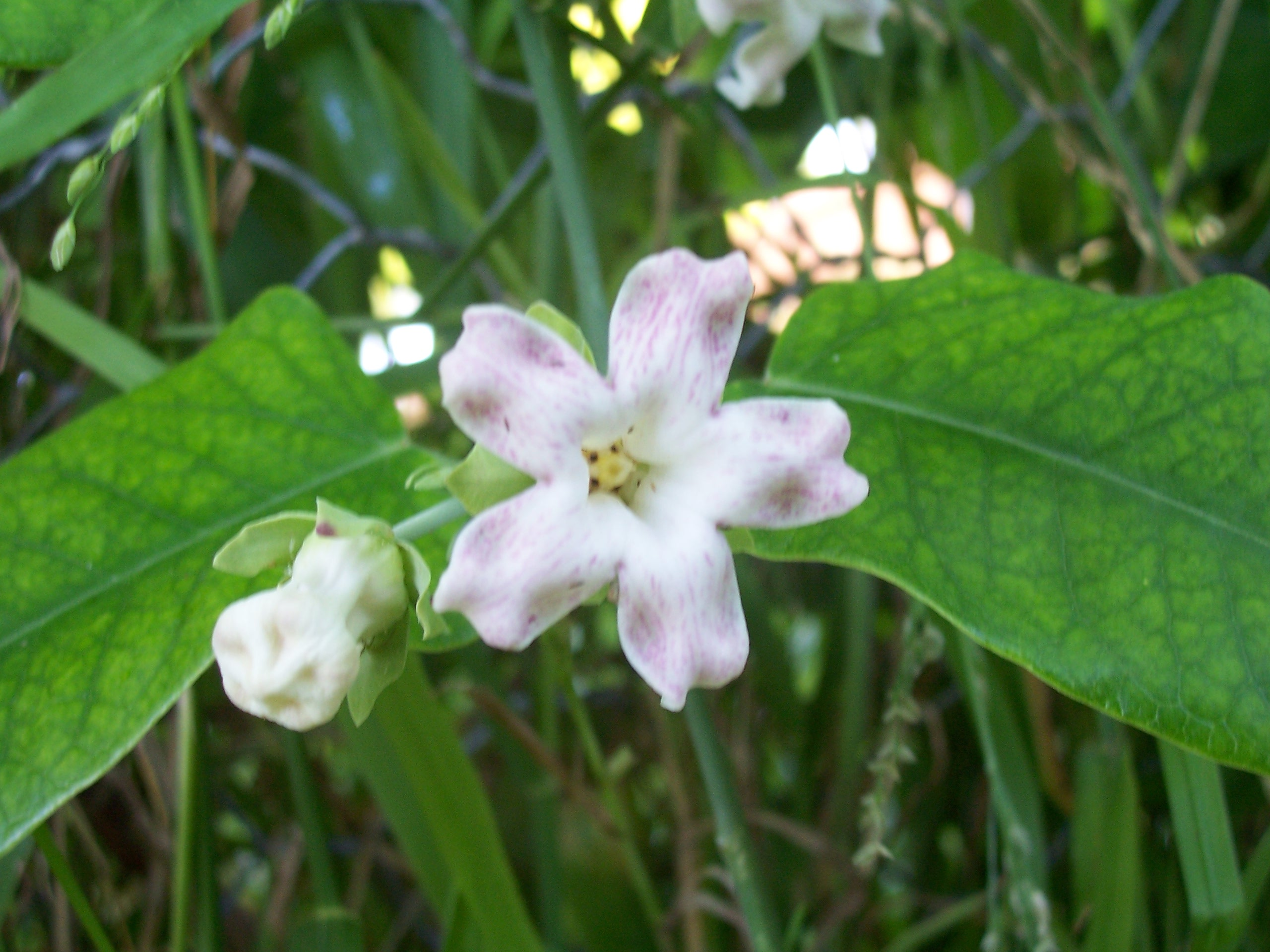
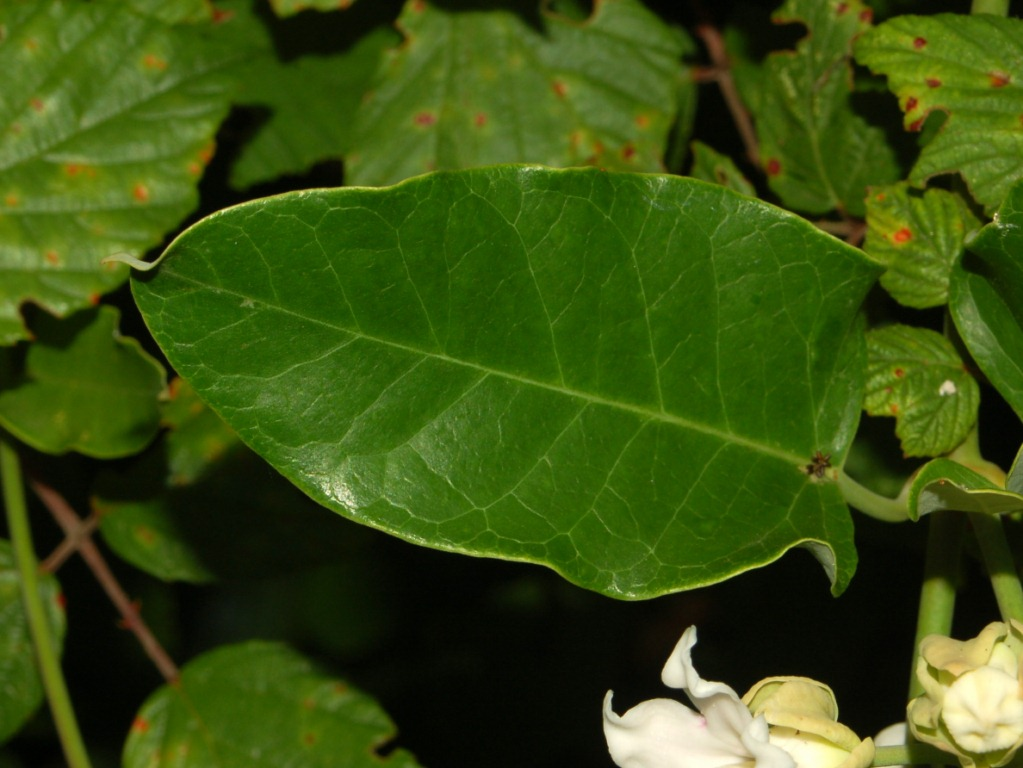
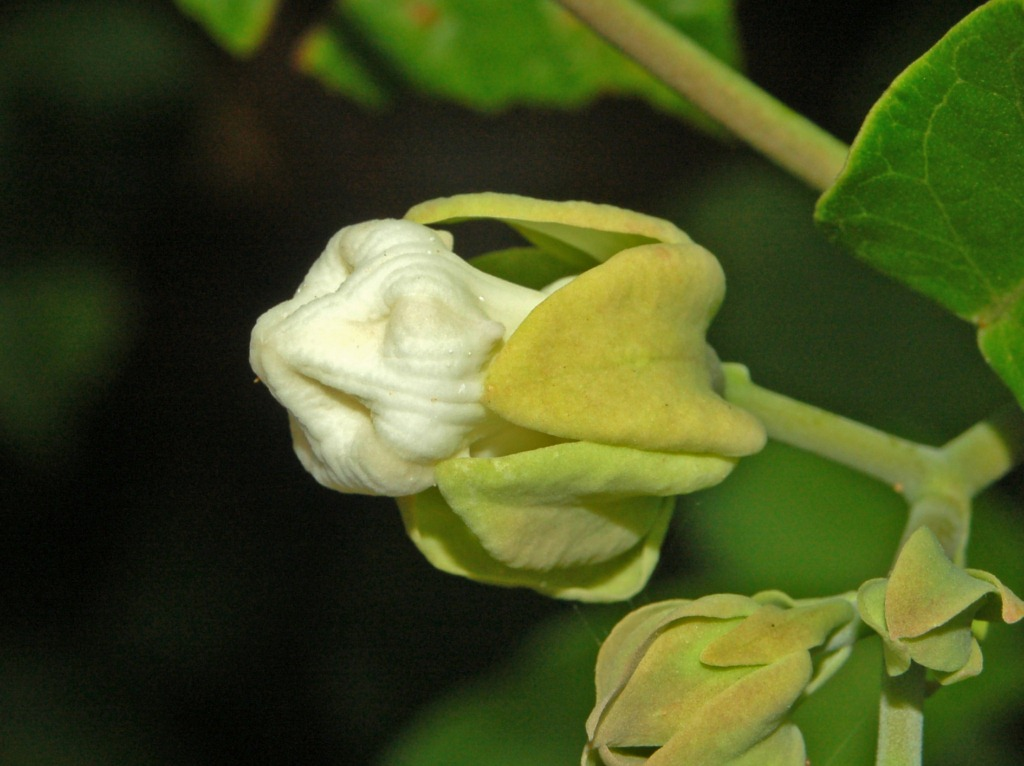